# Алексеевская (Краснодарский край)
Алексе́евская — станица в Тихорецком районе Краснодарского края.
Административный центр Алексеевского сельского поселения.
Население 3182 чел. (2021).

## География
Станица расположена на левом берегу реки Челбас, в 8 км южнее города Тихорецк.

## История
Хутор Алексеевский основан в 1909 году, не ранее 1922 года преобразован в станицу. По другим данным ("Алфавитный список дач и населенных пунктов Кубанской области по данным переписи 1917 года") Алексеевская записана как станица, административно входившая в станицу Тихорецкую.

## Население
| 2002 | 2010  | 2021  |
| ---- | ----- | ----- |
| 3261 | ↗3358 | ↘3182 |